# Igor Stravinski
Igor Fiodorovici Stravinski (n. 5/17 iunie 1882, Oranienbaum, Gubernia Sankt Petersburg⁠(d), Imperiul Rus – d. 6 aprilie 1971, New York City, New York, SUA) a fost un compozitor modern de muzică cultă, originar din Rusia, unul din cei mai importanți muzicieni din prima jumătate a secolului al XX-lea. S-a făcut cunoscut și ca pianist virtuoz și dirijor, a readus în actualitate și a revoluționat muzica de balet.

## Biografie
Igor Stravinski s-a născut la Oranienbaum (astăzi Lomonosov), în apropiere de St. Petersburg. Face studii de Drept, dar ia și lecții de pian, apoi devine elevul compozitorului Nikolai Rimski-Korsakov, reputat maestru în arta orchestrației. Primele lucrări ale tânărului Igor, Focuri de artificii și Scherzo fantastic, entuziasmează pe Serghei Diaghilev, conducătorul vestitelor "Ballets Russes" din Paris, care îi comandă compoziții pentru ansamblul său. Rezultatul este muzica de balet Pasărea de Foc, a cărei reprezentație în 1910 stupefiază, dar și entuziasmează publicul parizian, conștient că se află în pragul unui nou stil în muzică. Urmează Petrușka (1911), splendida poveste muzical-coreografică pe motive ale folclorului rus. Cu următoarea operă, Sacre du Printemps („Ritualul primăverii”), izbucnește însă scandalul, provocat nu atât de spectacol, cât de originalitatea muzicii. Publicul se împarte în două: pe de o parte adversarii, care nu se pot împăca cu mijloacele noi de expresie muzicala, pe de altă parte entuziaștii susținători ai noului gen. Evoluția ulterioară a muzicii lui Stravinski face din el reprezentantul necontestat al unui curent, ce va fi numit „muzică modernă clasică tonală serială.”
Igor Stravinski trece de la stilul neoclasic din Pucinella (1919-1920), pe teme de Pergolesi, sau Apollo Musagete (1928), la experimentele dodecafonice din Canticum Sacrum ad honorem Sancti Marci (1955). În ceea ce privește muzica operistică, Stravinsky adoptă un stil eclectic și eterogen, rezultând în capodopere ca Le Rosignol (Privighetoarea", 1914), Oedipus Rex (1927), Cariera unui libertin (1951). Contactul cu muzica de jazz îi influențează compoziția celebrului Ebony Concerto, pentru clarinet și orchestră.
După ce a trăit cea mai mare parte a vieții în Franța, la vârsta de 58 de ani se stabilește definitiv în America, fiind mai ales activ ca dirijor de orchestră și autor de cronici muzicale. Continuă să compună muzică pentru balet (Orpheus, 1947; Agon, 1957), Compoziții corale (Messe pentru cor și dublu quintet de suflători, 1944-1948; Abraham and Isaak, 1963; Requiem Canticles, 1966; Simfonia psalmilor pentru cor și orchestră, 1948).
Igor Stravinski moare în urma unui infarct la 6 aprilie 1971 în apartamentul său din New York. Este înmormântat la Veneția în cimitirul San Michele.

## Lucrări (selecție)

### Operă și lucrări de scenă
- Privighetoarea (Die Nachtigall) (1914) (după Hans Christian Andersen)
- Vulpea (Le Renard, 1915)
- Povestea soldatului (Histoire du soldat, 1918)
- Mavra (1922)
- Oedipus Rex (1927/1948)
- Perséphone, dans-melodramă în 3 părți (1934)
- Cariera unui libertin (The Rake’s Progress, 1951)
- Potopul (alegorie-balet, 1963)

### Balet
- Pasărea de foc (L’Oiseau de feu, 1910)
- Petrușka (1911/revăzută în 1946)
- Ritualul primăverii (Le sacre du printemps, 1913/revăzută în 1922/1943)
- Pulcinella (1920)
- Nunta (Les Noces), scene coregrafice (1923)
- Apollon musagète (1928/revidiert 1947)
- Sărutul zânei (Le Baiser de la fée) (1928/revăzută în 1950)
- Jocul de cărți (Jeu de cartes) (1936)
- Scènes de ballet (1944)
- Orfeu (Orpheus, 1948)
- Agon (1953/1964)

### Lucrări vocale
- Svesdoliki (Звездоликий) sau Le Roi des étoiles pentru cor bărbătesc și orchestră (1911/12)
- Pater noster, Motette pentru cor mixt (1926)
- Simfonia psalmilor pentru cor și orchestră (1930/1949)
- Ave Maria pentru cor mixt (1934)
- Babel pentru vorbit, pentru cor bărbătesc pe două voci și orchestră (1944, partea finală la Genesis Suite)
- Mass pentru cor și orchestră (UA 1948)
- Requiem Canticles pentru alto și bas-soli, cor și orchestră (UA 1966)

### Lucrări pentru pian
- 4 Etüden op. 7 (1908)
- Piano-Rag-Musik (1919)
- Trois mouvements de Petrușka (versiunea pentru 2 și 4 mâini) (1921)
- Sonate pour piano (1924)
- Serenade en la (in A) (1925)
- Concerto for Two Pianos (1935)
- Tango (1940)

### Piese pentru orchestră
- Simfonie Es-Dur (1905–1907)
- Faunul și păstorița (Faune et bergère), suită pentru voce și orchestră, op. 2
- Cântecul privighetoarei (Le chant du rossignol), poem simfonic (1917)
- Symphonies d’instruments à vent pentru 23 instrumente de suflat (1920/1945–1947)
- Octetul (1922–1923)
- Concerto – pentru pian și instrumente de suflat (1923–1924)
- Concerto en ré pentru vioară și orchestră (1931)
- Konzert in Es für Kammerorchester „Dumbarton Oaks“ (1937/38)
- Simfonia a II-a (1939/40)
- Patru impresii norvegiene  (1942)
- Zirkuspolka (1942/44)
- Simfonie în trei părți (1942–1945)
- Scherzo à la Russe (1944)
- Ebony Concerto (1946)
- Concert pentru orchestră de coarde (1947)
- Fanfare for a new Theatre (1964)